# 古墓丽影系列
古墓丽影最初是由英国游戏公司Core Design於1996年推出的一款动作冒险游戏，如今已拓展成为一个跨媒体品牌。此系列所有权曾归属于英國公司Eidos，2009年至2021年間則转至日本史克威尔艾尼克斯旗下位於英國的欧洲分公司下，2022年起則轉移至瑞典擁抱者集團旗下新成立的部門CDE娛樂下（CDE名稱取自持有美國公司晶體動力「Crystal Dynamics」與加拿大公司藝奪蒙特婁「Eidos Montréal」）。系列故事围绕着女性主角——来自英国的考古学家劳拉·克罗夫特展开，讲述她周游世界寻找丢失文物以及在古墓遗址探险的经历。劳拉起初由包括托比·加德在内的Core Design团队打造，整体游戏设计以探险及解谜为主。此外，系列还衍生出电影、漫画、小说等改编作品。
初代古墓丽影的研发始于1993年，在當時遊戲界的3D技術尚在發展初期，本作即為3D動作遊戲的先驅者之一。1996年首作發行大獲成功后，Core Design在接下来的四年中保持着每年一部续作的速度，续写着劳拉的传奇。直到他们所制作的系列第六部作品《古墓丽影：黑暗天使》，发售后遭到商业及口碑双失利，母公司Eidos决定将此系列转交至晶体动力工作室开发，目前的古墓奇兵作品由晶體動力與藝奪蒙特婁並行負責所有主要開發工作，由Nixxes負責跨平台移植工作。
截止至2024年，《古墓丽影》全系列游戏在全球的累计销售量已超过1亿份。而女主角蘿拉·卡芙特也已成电子游戏史上最知名的角色之一，并被收录至吉尼斯世界纪录。

## 游戏系列

### 概览
前六代的“古墓丽影”游戏均由Core Design开发，Core Design是一家英国的电子游戏开发公司，属Eidos旗下。2003年，由于系列第六代的商业失败，游戏续作转由晶体动力开发至今。自2001年起，亦发行了多部由其他开发团队参与制作的外传游戏。
| 年份 | 标题                                                                | 开发公司             | 平台                               | 平台                                                 | 平台              | 平台         |
| 年份 | 标题                                                                | 开发公司             | 家用机                             | 电脑                                                 | 掌机              | 手机         |
| ---- | ------------------------------------------------------------------- | -------------------- | ---------------------------------- | ---------------------------------------------------- | ----------------- | ------------ |
| 1996 | 古墓丽影 (Tomb Raider)                                              | Core Design          | 世嘉土星, PS1                      | Windows, MS-DOS, Mac OS                              | Pocket PC, N-Gage | iOS, Android |
| 1997 | 古墓丽影II (Tomb Raider II)                                         | Core Design          | PS1                                | Windows, Mac OS                                      |                   | iOS, Android |
| 1998 | 古墓丽影III：劳拉的冒险 (Tomb Raider III: Adventures of Lara Croft) | Core Design          | PS1                                | Windows, Mac OS                                      |                   |              |
| 1999 | 古墓丽影：最后的启示 (Tomb Raider: The Last Revelation)             | Core Design          | PS1, Dreamcast                     | Windows, Mac OS                                      |                   |              |
| 2000 | 古墓丽影 (Tomb Raider)                                              | Core Design          |                                    |                                                      | GBC               |              |
| 2000 | 古墓丽影：历代记 (Tomb Raider: Chronicles)                          | Core Design          | PS1, Dreamcast                     | Windows, Mac OS                                      |                   |              |
| 2001 | 古墓丽影：诅咒之剑 (Tomb Raider: Curse of the Sword)                | Core Design          |                                    |                                                      | GBC               |              |
| 2002 | 古墓丽影：预言 (Tomb Raider: The Prophecy)                          | Core Design 育碧米兰 |                                    |                                                      | GBA               |              |
| 2003 | 古墓丽影：黑暗天使 (Tomb Raider: The Angel of Darkness)             | Core Design          | PS2                                | Windows, Mac OS X                                    |                   |              |
| 2006 | 古墓奇兵：不死傳奇 (Tomb Raider: Legend)                            | 晶体动力             | PS2, PS3, Xbox, Xbox 360, GameCube | Windows                                              | PSP, GBA, NDS     | Java ME      |
| 2007 | 古墓奇兵：重返禁地 (Tomb Raider: Anniversary)                       | 晶体动力             | PS2, PS3, Xbox 360, Wii            | Windows, Mac OS X                                    | PSP               |              |
| 2008 | 古墓丽影：地下世界 (Tomb Raider: Underworld)                        | 晶体动力             | PS2, PS3, Xbox 360, Wii            | Windows, Mac OS X                                    | NDS               | Java ME      |
| 2010 | 劳拉与光之守护者 (Lara Croft and the Guardian of Light)             | 晶体动力             | PS3, Xbox 360                      | Windows                                              |                   | iOS          |
| 2013 | 古墓丽影 (Tomb Raider)                                              | 晶体动力             | PS3, PS4, Xbox 360, Xbox One       | Windows, Mac OS X, Linux, Android (Nvidia Shield TV) |                   |              |
| 2014 | 劳拉和奥西里斯神庙 (Lara Croft and the Temple of Osiris)            | 晶体动力             | PS4, Xbox One                      | Windows                                              |                   |              |
| 2015 | 盜墓者羅拉：崛起 (Rise of the Tomb Raider)                          | 晶体动力             | PS4, Xbox 360, Xbox One            | Windows, Mac OS X                                    |                   |              |
| 2018 | 古墓丽影：暗影 (Shadow of the Tomb Raider)                          | 艺夺蒙特利尔         | PS4, Xbox One                      | Windows, Mac OS X                                    |                   |              |
| 2023 | 古墓奇兵：重裝上陣 (Tomb Raider Reloaded)                           | Emerald City Games   |                                    |                                                      |                   | iOS, Android |

| 1996 | 古墓丽影                |
| 1997 | 古墓丽影II              |
| 1998 | 古墓丽影III：劳拉的冒险 |
| 1999 | 古墓丽影：最后的启示    |
| 2000 | 古墓丽影 (GBC)          |
| 2000 | 古墓丽影：历代记        |
| 2001 | 古墓丽影：诅咒之剑      |
| 2002 | 古墓丽影：预言          |
| 2003 | 古墓丽影：黑暗天使      |
| 2004 |                         |
| 2005 |                         |
| 2006 | 古墓奇兵：不死傳奇      |
| 2007 | 古墓奇兵：重返禁地      |
| 2008 | 古墓丽影：地下世界      |
| 2009 |                         |
| 2010 | 劳拉与光之守护者        |
| 2011 |                         |
| 2012 |                         |
| 2013 | 古墓丽影 (2013)         |
| 2014 | 劳拉和奥西里斯神庙      |
| 2015 | 盜墓者羅拉：崛起        |
| 2016 |                         |
| 2017 |                         |
| 2018 | 古墓丽影：暗影          |
| 2019 |                         |
| 2020 |                         |
| 2021 |                         |
| 2022 |                         |
| 2023 | 古墓奇兵：重裝上陣      |

### 主系列
1996年，系列的首部作品《古墓丽影》在PC、PlayStaion以及世嘉土星3个平台上发布。1997年，续作《古墓丽影 II》问世。就在古墓丽影II发行的一个月前，Eidos与索尼公司达成协议，自古墓丽影II起，系列的家用机版将作为PlayStation的独占游戏直至2000年。1998年，《古墓丽影III：劳拉的冒险》。1999年，《古墓丽影：最后的启示》发售。隔年，由于与索尼公司的协议到期，此款游戏也被发布在Dreamcast平台。2000年，《古墓丽影：历代记》发售。2003年，《古墓丽影：黑暗天使》在PC与PlayStation 2平台发售。
2006年，系列经历第一次重启，新作《古墓奇兵：不死傳奇》在PC、PS2、Xbox、Xbox 360、PSP、GameCube、GBA、NDS多个平台发售。 2007年，《古墓奇兵：重返禁地》发售，此款游戏为对系列首部作品的完全重制。支持PC、PS2、PSP、Xbox、Xbox 360和Wii平台。2008年，《古墓丽影：地下世界》在PC、PS3、PS2、Xbox360、Wii和NDS平台发售。
2011年，合集《古墓丽影三部曲》在PS3上推出，此合集包括高清重制版的《传奇》与《周年纪念》以及PS3版的《地下世界》。
2013年，系列的第二次重启之作《古墓丽影(2013)》在PC、PS3、Xbox 360上发售，本作全球累積銷量達1,100萬份，為系列作中的最高銷售紀錄。
2015年，《盜墓者羅拉：崛起》在Xbox 360及Xbox One平台上发售，平台独占期为一年。隔年，PS4版及Windows版发售。

### 外传
系列的第一款外传作品《古墓丽影》(Tomb Raider)发布于Game Boy Color平台,由Core Design自主研发，发行于2000年。 它的续作, 《古墓丽影：诅咒之剑》(Tomb Raider: Curse of the Sword)于2001年发行。2002年，新作《古墓丽影：预言》(Tomb Raider: The Prophecy)发行，此作品发布于GBA平台，由育碧米兰开发。
2010年，定名为“劳拉·克罗夫特”的外传作品曝光。首款作品《劳拉与光之守护者》在PC、PS3、Xbox 360平台以数字下载形式发行。2014年，续作《劳拉和奥西里斯神庙》在PC、PS4及Xbox One平台发布。

### 其它游戏
2003至2006年间，系列先后发售了五部基于Java Me平台的手机游戏。
2013年，一款名为《劳拉：无尽映像》(Lara Croft: Reflections)的卡片对战游戏在iOS平台发布。
2015年，手机游戏《劳拉：遗迹逃亡》(Lara Croft: Relic Run)及《劳拉Go》(Lara Croft Go)先后发行。
2023年2月14日，《古墓奇兵：重裝上陣》(Tomb Raider Reloaded)在iOS及Android平台發行。

### 取消发行的作品
- 《古墓丽影：最后的启示(黄金版)》(Tomb Raider: The Last Revelation Gold)
- 《古墓丽影：香格里拉的秘密》(Tomb Raider: The Secret of Shangri-La)
- 《古墓丽影：10周年纪念版》(Tomb Raider: 10th Anniversary Edition)：2005年底，Core Design团队开始投入开发一款原本打算在PSP平台推出的游戏，定名为《古墓丽影：10周年纪念版》。此游戏为对系列首作的重制，原定2006年圣诞期间发售。但随着Core Design被出售给Rebellion Developments公司, Eidos取消了这个项目，新版的周年纪念版改由晶体动力制作。
- 《黑暗天使三部曲》(The Angel of Darkness Trilogy)：《古墓丽影：黑暗天使》原本是作为古墓丽影新三部曲的首作发行的，它的两部续作分别定名为《迷失之地》(The Lost Dominion)及《复活之梦》(The Dream of Resurrection)。游戏的前期工作已经展开，但由于《黑暗天使》的负面评价，导致整个三部曲计划被废除。[8][33]

## 共通元素

### 劳拉·克罗夫特
劳拉·克罗夫特是该系列主角：她是一个周游世界寻找被遗忘的文物和遗迹的英国女考古学家。她经常会与超自然力量有联系。尽管由于系列的多次重启，她的资料设定也已经更改多次，但她的出身一直都设为克罗夫特家族唯一的女儿和继承人。系列中的她聪明、活泼、优雅、能流利地说多种语言并不惜任何代价决心实现目标，有棕色的眼睛和棕色的头发（扎成辫子）。角色一般穿有靓蓝色无袖上衣，浅棕色短裤，高跟靴子，白色长袜子。有时佩戴无指手套，一个背包，两边有枪套的腰带，和两把手枪。后来游戏中她又有多套新的装束。
游戏中，为劳拉献声的演员已有多位，包括：Shelley Blond（初代）、Judith Gibbens（II和III）、Jonell Elliot（最后的启示、历代记、黑暗天使）、Keeley Hawes（传奇、周年纪念、地下世界）以及Camilla Luddington（古墓丽影2013、崛起）。 在其它衍生作品中，Minnie Driver曾担任动画系列的配音；真人电影版由安吉丽娜·朱莉和艾莉西亞·薇坎德饰演劳拉。此外，从初代起官方便曾挑选真人模特作为劳拉的代言人，在官方宣传活动中扮演劳拉，历代模特共8位。但自2013年新系列重启后，晶体动力宣布不再启用任何真人代言。

## 历史与发展

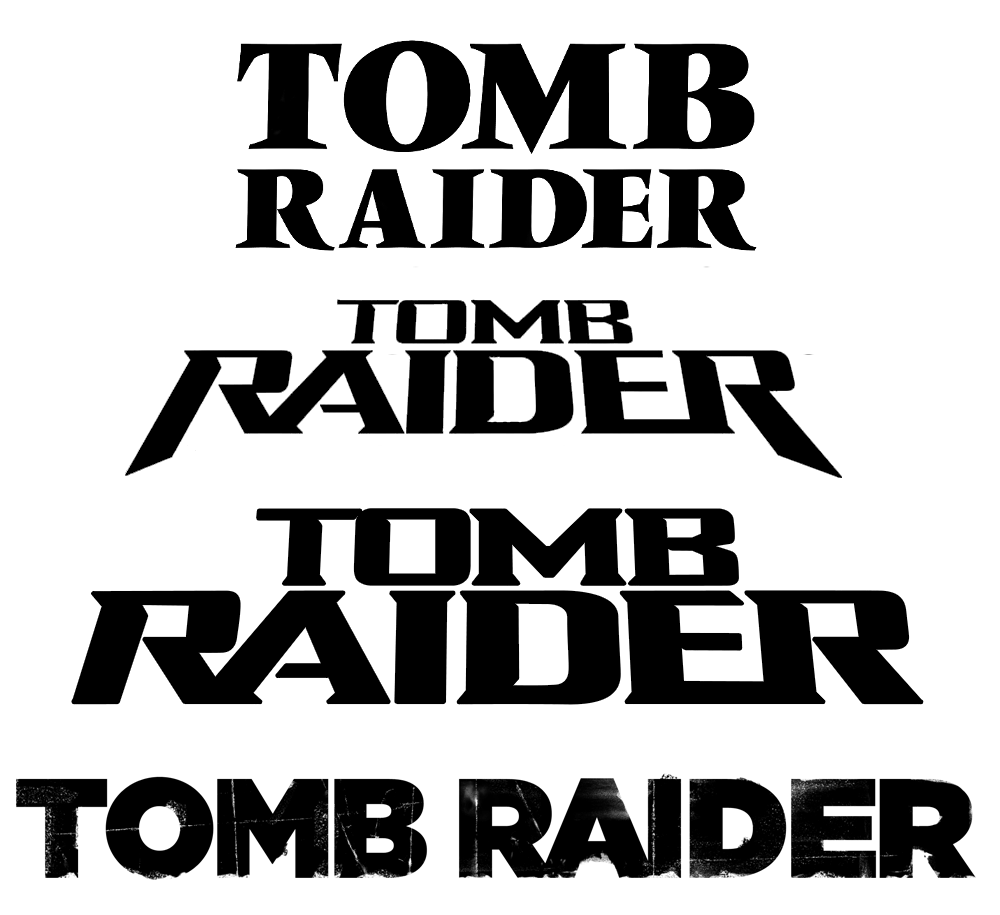
古墓丽影系列歷代標誌

## 衍生作品

### 电影
- 《古墓丽影》，2001年上映。首次搬上大熒幕，由派拉蒙影业发行，主角劳拉由好莱坞女星安吉丽娜·朱莉饰演。电影一经上映便取得不俗成绩，北美票房突破1亿3千万，全球总票房更是突破2亿7400万美金。
- 《古墓丽影：生命的摇篮》2003年上映续集。安吉丽娜·朱莉继续饰演劳拉。但续集的票房却表现不佳，北美累计票房仅6千5百万，不及前作一半；全球总票房1亿5千6百万美金。
- 《古墓丽影：源起之战》，2018年3月8日上映。由挪威导演罗阿尔·乌索格指导，女星艾莉西亞·薇坎德出演新版劳拉，剧本将改编自系列在2013年的古墓奇兵系列遊戲重啟之作《古墓丽影》。全球票房累計超過2億7400萬美金。

#### 短片
1998年，Silver Films曾为《古墓丽影III》的发行派对制作了一部名为《古墓丽影：三部曲》的短片。此短片之前仅在当天活动上放映过，直至近期，制作人Janey de Nordwall找到了影片的拷贝，并将短片发布在了YouTube上。

## 评价
古墓丽影是早期3D游戏的最佳示范之一。游戏以第三人称追尾视角为主，游戏玩家的视角通常是在羅拉身后或肩上方。游戏基本环境是由一些立方体构成的，所有平台，墙壁，天花板都呈90度相交(斜坡除外)，尽管游戏开发者巧妙地使这些不易察觉。
每一代游戏都加入了新的武器和动作。在第七代（傳奇），更是引入了磁性爪，羅拉可以通过使用它来协助攀爬或还击敌人。
随同五代一起发行的古墓丽影关卡编辑器是前面几代游戏的引擎，该编辑器允许玩家设计制作自己的关卡，用来游戏和交流。这些玩家自制的关卡在许多古墓丽影迷建的网站、论坛都能找到相关信息或下载。

## 外部連結
- Tomb Raider（页面存档备份，存于） - 官方网站
- Tomb Raider Forum - Tomb Raider Forum
- 古墓奇兵新聞網誌 （页面存档备份，存于） - 台灣的古墓奇兵部落格，提供正體中文即時翻譯古墓新聞
- 古墓丽影中文站 （页面存档备份，存于） - 中國的玩家所建立的網站，提供古墓丽影的新聞、資訊和百科
- 古墓丽影中文站百科 （页面存档备份，存于） - 古墓丽影中文站建立的百科,內有歷來古墓丽影的資料、攻略和額外資訊
- 古墓奇兵 代言人 （页面存档备份，存于） - 古墓奇兵 代言人